# تحسين المنتجات
تحسين المنتجات هو إجراء تغييرات أو تعديلات على المنتجات لجعلها أكثر جذابية.

## الوصف
لكل منتج جملة من السمات. فعلى سبيل المثال، يمكن أن تحتوي زجاجة الصودا على أشكال ونكهات وقيم غذائية مختلفة. وبالإمكان تحسين المنتج بإجراء تعديلات طفيفة. وعادةً ما يكون الهدف هو جعل المنتج أكثر جذابية ورفع مقاييس التسويق مثل غرض الشراء، والمصداقية، وتكرار الشراء وغيرها.

## الأساليب
يعد التحسين متعدد المتغيرات أحد أكثر الطرق شيوعًا في تحسين المنتجات. ويتم بهذه الوسيلة تحديد مواصفات المنتجات المتعددة ثم اختبارها مع المستهلكين.
ونظرًا للتأثيرات التفاعلية بين سمات مختلفة (على سبيل المثال، يربط المستهلكون في كثير من الأحيان نكهات ما بألوان تغليف معينة)، فإنه يصعب استخدام الطرق الرياضية، مثل التحليل الموحد، والذي يستخدم عادةً في تحسين العمليات الصناعية.
وبدأت الشركات في الاونة الأخيرة بتبني تقنيات التحسين التطوري لتحسين المنتجات. وتستخدم الخوارزميات التطورية (مثل IDDEA ) لتحسين المنتجات والمفاهيم والأهداف.